# Estadio Caliente
Estadio Caliente – stadion piłkarski w Tijuanie, w Meksyku. Został otwarty w 2007 roku. Może pomieścić 33 333 widzów. Swoje spotkania rozgrywa na nim Club Tijuana. Na stadionie rozegrano także wszystkie spotkania Mistrzostw CONCACAF U-17 w 2009 roku.